# Redmire Burn
Der Redmire Burn ist ein etwa 900 m langer Wasserlauf in Cumbria in England. Er entsteht an der Nordseite des Round Hill in den Pennines und fließt in nördlicher Richtung bis zu seiner Mündung rechtsseitig in den Cross Gill.